# The Way Young Lovers Do
«The Way Young Lovers Do» es una canción del músico norirlandés Van Morrison publicada en el álbum de 1968 Astral Weeks.
El distintivo estilo de la grabación original de la canción emerge del contrabajo del veterano Richard Davis, junto a otros músicos de sesión de jazz, que combinados con la voz apropida para el soul de Morrison, crean una inusual combinación de elementos estilísticos.
Brian Hinton definió "The Way Young Lovers Do" como una canción que trata "sobre el crecimiento, el primer beso de los adolescentes, y que aún transmite el mismo dulce misterio que "Astral Weeks"".
En la biografía de Ritchie Yorke, comenta que Van Morrison le dijo: "En la segunda cara, "Young Lovers Do" es básicamente una canción sobre el amor juvenil", y que luego se rio misteriosamente.
En 1969, Greil Marcus escribió para la revista musical Rolling Stone: "Es inútil discutir este álbum en términos de cada tema en particular, con la excepción de "Young Lovers Do", un corte con sabor a jazz que está incómodo y fuera de lugar en el álbum, como "A Day in the Life"".
En su reseña, Scott Thomas escribe: ""The Way Young Lovers Do" es un tema interesante. En su superficie, con las imágenes de tranquilos amantes caminando a través de campos y besándose, parece entrever la felicidad romántica anticipada fervientemente en "Sweet Thing". Sin embargo, la música revela algunas inquietantes corrientes subterráneas". 
"The Way Young Lovers Do" fue publicado en la banda sonora de la película de 1997 Bienvenidos a Sarajevo.

## Personal
- Van Morrison: guitarra rítmica y voz
- Richard Davis: contrabajo
- Connie Kay: batería
- Barry Kornfeld: guitarra
- John Payne: flauta
- Warren Smith, Jr.: percusión y vibráfono
- Larry Fallon: arreglos de vientos y cuerdas

## Versiones
- Maria McKee incluyó una versión de "The Way Young Lovers Do" en su álbum de 1993 You Gotta Sin to Get Saved.
- Una versión de "The Way Young Lovers Do" fue incluida en el EP de Jeff Buckley Live at Sin-é, publicado en 1993.
- Starsailor publicó una versión de la canción en su primer sencillo en abril de 2001.